# Сюр'єкція
Сюр'єкція (сюр'єктивне відображення, сюр'єктивна функція, відображення на) — в математиці відповідність між двома множинами, в якій з кожним елементом другої множини асоціюється щонайменше один (або більше) елемент першої множини.
Формально, відображення f: X → Y є сюр'єктивним, якщо для кожного y з Y, існує щонайменш один x з X такий, що f(x) = y.
| Бієктивне відображення (сюр'єктивне та ін'єктивне) | Ін'єктивне, але не сюр'єктивне відображення |
| Сюр'єктивне, але не ін'єктивне відображення        | Несюр'єктивне і неін'єктивне відображення   |

## Приклади
З одного боку, функція g: R → R, визначена як g(x) = x2 не є сюр'єктивною, тому що (наприклад) не існує такого дійсного числа x, що x2 = −1.
Але якщо ми визначимо функцію h: R → [0, ∞) за тією ж формулою як g, але з областю значень, обмеженою лише невід'ємними дійсними числами, то функція h буде сюр'єктивною.

## Властивості
- Функція f: X → Y сюр'єктивна тоді й тільки тоді, якщо існує функція g: Y → X така, що композиція функцій f o g є тотожним відображенням на Y.
- За визначенням, функція бієктивна тоді й тільки тоді, коли вона одночасно сюр'єктивна та ін'єктивна.
- Якщо f o g сюр'єктивна, то f також сюр'єктивна.
- Якщо f та g обидві сюр'єктивні, то f o g сюр'єктивна.
- f: X → Y сюр'єктивна тоді й тільки тоді, якщо для будь-яких g,h:Y → Z, якщо g o f = h o f, то g = h.
- Якщо f: X → Y сюр'єктивна і B є підмножиною Y, то f(f −1(B)) = B. Таким чином, B може бути відновлена за прообразом f −1(B).
- Будь-яка функція h: X → Z може бути визначена як композиція деяких функцій h = g o f для деякої сюр'єкції f та ін'єкції g.
- Якщо f: X → Y сюр'єктивна, то X має щонайменш стільки ж елементів, як і Y, в сенсі потужності множин.
- Якщо обидві множини X та Y є скінченні з однаковою кількістю елементів, то f : X → Y сюр'єктивна тоді й тільки тоді, якщо f ін'єктивна.